# مریم آخوندی
مریم آخوندی متولد ۱۳۳۶ تهران، خوانندهٔ سبک سنتی اهل ایران است.
او خوانندگی را نزد اسماعیل مهرتاش و نصرالله ناصح‌پور فراگرفت. بخاطر شرایط دشوار حاکم بر هنرمندان (خصوصاً زنان) پس از انقلاب او به اروپا مهاجرت کرد و از آن زمان در کلن، آلمان به سر می‌برد. آنجا او گروه «بانو» که ترانه‌های بومی و محلی ایران را باز-اجرا می‌کند، بنیان نهاد. پیش از آن نیز گروه موسیقی «باربد» را راه‌اندازی کرده بود که پس از وقفه‌ای کوتاه، بار دیگر آن گروه را وارد گشت‌های هنری خود نمود. او همواره در کنسرت‌های خود، متن ترانه‌هایش را به زبان‌های دیگر ترجمه می‌کند. این کار او سبب افزایش علاقه‌مندان موسیقی او در میان ملت‌های اروپایی شده‌است. طنز قوی مریم آخوندی و بهره‌گیری از شیوهٔ نمایشی در اجرای کنسرت، از دیگر نوآوری‌های اوست.

## زندگی‌نامه
مریم آخوندی در سال ۱۳۳۶ در تهران زاده شد. از نوجوانی به موسیقی عشق می‌ورزید و از همان زمان فعالیت‌های هنری‌اش را آغاز نمود و در مسابقات خوانندگی مدارس به پیروزی دست یافت. در یکی از همین پیکارها با استاد محمود کریمی که ممتحن آواز بود آشنا شد. او از گرایش و پیگیری مریم که دستگاه سه‌گاه و شور را بدون هیچ آموزگاری فقط از طریق گوش کردن یادگرفته بود استقبال کرده و او را به ادامهٔ کار تشویق کرد. در همین سال‌ها با کلاس‌های هنرمند بزرگ تئاتر و موسیقی استاد اسماعیل مهرتاش آشنا گردید و به مدت ۲ سال در تئاتر جامعه باربد که متعلق به ایشان و محل کلاسهای آواز او نیز بود شرکت نموده و به آموختن آواز ایرانی نزد او پرداخت. پس از اتمام دبیرستان در سال ۱۳۵۷ در رشتهٔ نمایشنامه‌نویسی دانشکدهٔ هنرهای دراماتیک پذیرفته و یک سال بعد موفق به دریافت بورس تحصیلی از مؤسسه تازه تأسیس فرهنگی و هنری چاووش شد و آنجا نزد استاد نصرالله ناصح‌پور یادگیری ردیف‌های آوازی را ادامه داد و در همان‌جا درکلاس‌های تئوری موسیقی استاد حسین علیزاده نیز شرکت نمود. مریم آخوندی قصد ورود به رادیو را داشت، که به علت پیروزی انقلاب اسلامی و ممنوع شدن پخش صدای زنان، به ناکامی انجامید. او در سال ۱۳۶۴ پس از ارائه پایان‌نامهٔ تحصیلی‌اش در رشتهٔ نمایشنامه‌نویسی به آلمان آمد.

## فعالیت هنری
آخوندی نخستین کارهای تک‌خوانی خود را با اجرای کنسرت‌هایی با گروه‌های موسیقی ایرانی در اروپا آغاز نمود. با گروه «نوا» به سرپرستی مجید درخشانی به کار دعوت شد و در چند فستیوال و کنسرت در آلمان آواز خواند. پس از آن به‌همراه حمید متبسم، مسیح مدنی، محمد حقیقی، احمد انوشه و مرتضی اعیان از دیگر موسقیدانان ایرانی در تبعید، گروه «چکاوک» را تشکیل داد و با این گروه کنسرت‌هایی در آلمان و کشورهای اسکاندیناوی برگزار نمود و همچنین اولین نوار کاست خود را با این گروه‌ها عرضه نمود.

### گروه باربد
مریم کار موسیقی سنتی را از سال ۱۳۷۱ با گروه «باربد» که خودش پایه‌گذاری کرده بود دنبال کرد. کار این گروه اجرای موسیقی ردیفی و بخش‌هایی از رپرتوار موسیقی قدیمی ایران، که شامل تار، کمانچه، تمبک، دف، آواز سلو و همخوانان بود می‌شد. این گروه تورهای کنسرت مختلفی در سراسر اروپا از جمله شهرهای کلن، فرانکفورت، وین، استانبول، ایتالیا، لوکزامبورگ، اوترخت و آخن برگزار کرد و به اجرای موسیقی پرداخت ولی به‌تدریج از زمینه فعالیت گروه کاسته شد.

### همکاری با گروه‌های دیگر
در سال ۱۳۷۳ مریم آخوندی به همکاری با یک گروه براس باند آلمانی به‌نام شل سیک دعوت شد که این همکاری تا سال ۱۳۷۸ ادامه یافت. در این گروه مریم تصنیف‌ها و ترانه‌های ایرانی را با ترکیب ارکستر سازهای بادی و با تنظیمی جدید خواند که مورد توجه اروپایی‌ها قرار گرفت و گروه به تورهای بزرگی در شهرهای مختلف اروپا، مراکش، ترکیه، مصر، فلسطین، لبنان و کشورهای عربی دیگر از طریق انستیتو گوته فرستاده شد. حاصل کار با این گروه ۲ آلبوم بود با نام‌های مجنون و چوپون که هر دو جایزهٔ بهترین آلبوم در رشتهٔ موسیقی تلفیقی اروپا را دریافت داشتند. از آن پس او به گروه‌ها و پروژه‌های موسیقی تلفیقی دعوت می‌شود تا قطعاتی را به فارسی بخواند و آواز اصیل ایرانی را با موسیقی دیگر ملل تلفیق کند و تاکنون در ده‌ها سی‌دی و کنسرت با گروه‌های موسیقی تلفیقی همکاری داشته و دارد. از دیگر همکاریهایش می‌توان به کار با مایک هرتینگ در جریان فستیوال موسیقی روهرتریناله آلمان در سال ۲۰۰۸ و نیز همکاری‌اش با بابی مک‌فرین در سال ۲۰۰۹ اشاره کرد. تازه‌ترین همکاری او با گروه حافظ است. در این گروه مریم به‌همراه هولگر فالک خوانندهٔ باریتون تصنیفهای کلاسیک ایرانی و آلمانی را به هردو زبان می‌خوانند. همچنین می‌توان به مشارکت او در آلبوم تردید اشاره نمود که آهنگساز آن مصطفی آخوندی است و شعرهای آن از شاعر بزرگ ایران احمد شاملو است.

### موسیقی اندرونی
در سال ۱۳۷۵ آخوندی دست به ساختن یک تابلو موزیکال اصیل ایرانی زد که موضوع اصلی‌اش موسیقی عامیانهٔ قدیمی ایران و داستانش مربوط به زندگی امروز بود. وی این تلفیق را که موسیقی‌ای است نمایشی و برداشتی است از تابلو موزیکال‌های قدیمی ایرانی، موسیقی اندرونی نامید. این کار مورد توجه جمعی از ایرانیان قرار گرفت و پس از اینکه بخش اول این نمایش به‌نام «آشنایی با ایران خانم» در بعضی شهرهای اروپایی چندین بار بروی صحنه رفت او بحش دوم آن را نیز نوشت و در کلن، فرانکفورت، هامبورگ، هایدلبرگ، دوسلدرف، بروکسل، کپنهاگ، وین، زوریخ و… به اجرا گذاشت. تازه‌ترین بخش آن نیز «ایران خانوم در گیلان» نام دارد که قرار است روی صحنه بیاید.

### گروه بانو
مریم آخوندی در سال ۱۳۷۹ با همراهی شماری از هنرآموزان کلاس آوازش دسته‌ای را در زمینهٔ موسیقی محلی ایرانی با نام گروه بانو، پدیدآورد که تنها گروه موسیقی سنتی زنانه خارج از کشور می‌باشد. تکیهٔ او بر صدای زنان بدون استفاده از هیچ ساز ملودیک همراهی‌کننده (به استثناء سازهای ریتمیک آنهم به نشانهٔ ریتم کار) بود. زنانی که آواز خواندن برایشان هنر یا خوانندگی نبود بلکه این آوازها جزئی اززندگی‌شان بود. این گروه به فستیوال‌ها و برگزار کنندگان در سراسر اروپا و کشورهای دیگر معرفی شد و در جشنواره‌هایی در بسیاری از شهرهای اروپایی به روی صحنه رفت. در سال ۱۳۸۳ اولین آلبوم بانو با نام بانو، ترانه‌های زنان ایرانی که شامل همین ترانه‌ها بود از طریق شرکت لایکا منتشر شد. در این مجموعه ترانه‌هایی از سراسر ایران با زبان‌ها و لهجه‌های گوناگون که با زندگی و موضوعات زنان ربط داشت از زبان خود آنان خوانده شد که به دیداری با فرهنگ زنان ایران مبدل شد. گروه کنسرت‌هایی در کشورهای محتلف اروپایی و تونس اجرا نموده و در اروپا طرفداران بسیاری دارد. بانو گوناگونی و غنای فرهنگ ایران را نه‌تنها در زمینهٔ موسیقی محلی، بلکه در نمایش لباس و فرهنگ رفتاری نیز عرضه نموده‌است. علی‌رغم عدم استفادهٔ از سازهای موسیقی بجز سازهای کوبهای چون دف و تنبک، این گروه توانسته با تماشاچیان ارتباط نزدیکی را برقرار سازد و جو شادی را گسترش دهد.

### بازگشت باربد و آلبوم سرمست
پس از چند سال بالاخره در سال ۱۳۸۵، مریم آخوندی نخستین آلبوم گروه باربد را با نام سرمست منتشر ساخت که شامل آواز و تصنیف‌هایی با شعرهای حافظ، خیام و عطار دربارهٔ شراب بود که آهنگ آن‌ها را خودش ساخته بود. این آلبوم مورد توجه شرکت لایکا قرار گرفت و تکثیر و نشر آن را به‌عهده گرفت. در کنسرت‌های این گروه اشعار زیبای آهنگ‌های این آلبوم برای تماشاچیان غیرایرانی نیز ترجمه می‌شوند.

### آهنگ‌سازی
مریم آخوندی در زمینهٔ آهنگ‌سازی نیز فعالیت دارد. او این کار را بیشتر یک جور نغمه‌پردازی می‌داند که در دستگاه‌های موسیقی ایرانی انجام می‌شود. در این زمینه او گفته: «کسانی که سیستمایتک موسیقی ایرانی را می‌شناسند، اینجور است که ما گام‌هایی داریم، دستگاه‌هایی داریم که از آنها نغمه‌ها و ملودی‌هایی منشعب می‌شود که هرکدام از این‌ها فواصلی دارد که در آنها، اگر کسی بشناسد، می‌تواند نغمه‌پردازی کند و قطعه بسازد. معنی‌اش این است که این کار من آهنگسازی موسیقی نیست، بلکه یک‌جور نغمه‌پردازی‌ست.»

## دیگر فعالیتها
علاوه‌بر این‌ها مریم دوره‌های فشردهٔ آموزشی و تدریس آواز و دف و تئوری نیز دارد. همچنین سمینارهایی در زمینه‌های متفاوت مثل موسیقی عامیانه، تصنیف‌های شیدا و… ارائه داده‌است.